# Heinz Inniger
Heinz Inniger (Frutigen, 18 de diciembre de 1980) es un deportista suizo que compitió en snowboard.
Ganó una medalla de bronce en el Campeonato Mundial de Snowboard de 2007, en la prueba de eslalon gigante paralelo. Participó en los Juegos Olímpicos de Turín 2006, ocupando el quinto lugar en la misma prueba.

## Medallero internacional
| Campeonato Mundial | Campeonato Mundial | Campeonato Mundial | Campeonato Mundial       |
| Año                | Lugar              | Medalla            | Prueba                   |
| ------------------ | ------------------ | ------------------ | ------------------------ |
| 2007               | Arosa (Suiza)      | Medalla de bronce  | Eslalon gigante paralelo |